# Länsisatama
Pour l’article homonyme, voir Port Ouest d'Helsinki.
Länsisatama (suédois : Västra hamnen) est un quartier d'Helsinki, la capitale de la Finlande.
Il tire son nom du port Ouest de la ville qui recouvre une partie du quartier de Jätkäsaari. 

## Histoire
Jusqu'au début du XXe siècle, la zone est située à la limite d'Helsinki et est en grande partie immergée.
Juste à côté se trouve le port de Hietalahti, fondé au milieu du XIXe siècle, lorsque le port ouest a été construit en 1913.
Au cours des décennies suivantes, Länsisatama est continuellement agrandi, principalement par l'apport de terre ce qui radicalement changé le littoral. 
La superficie des terres s'est agrandie et plusieurs petites îles ont été absorbées par le continent. 
Dans les environs du port, il y avait aussi des entreprises industrielles.
Situé à l'origine en périphérie, Länsisatama devient une partie du centre-ville en raison de la croissance rapide d'Helsinki. 
L'utilisation de la terre, devenue entre-temps précieuse, pour la logistique et l'industrie est jugée par certains comme étant peu rationnelle. 
Le trafic ferroviaire et routier causé par le port pose également un problème, car il menace de surcharger le système de circulation déjà tendu du centre-ville. 
Par conséquent, dès la dernière décennie du XXe siècle, le port et les opérations industrielles ont été de plus en plus délocalisés vers d'autres sites et le processus de conversion de Länsisatama en un quartier urbain avec des appartements, des bureaux, etc. a commencé.
Ce projet de construction, a commencé à la fin des années 1980 avec la construction de Ruoholahti et plus tard également de Salmisaari.
De nouveaux bâtiments, pour environ 6 000 habitants et 12 000 emplois y ont été construits. 
Des appartements sont aussi construits à Munkkisaari. 
En 2008, avec le transfert complet du trafic de conteneurs au port de Vuosaari, une zone encore plus grande s'est libérée à Jätkäsaari pour de nouveaux projets de construction.
On y trouvera 16 000 habitants et 6 000 emplois supplémentaires en 2020. 
La population future de tout le quartier est estimée entre 26 000 et 28 000 habitants. 
Le port, de taille réduite, reçoit aujourd'hui principalement des navires de passagers. 
Le trafic de passagers doit être maintenu à l'avenir, comme celui du port du sud d'Helsinki.
Le chantier naval de Hietalahti devrait également être conservé, quoique sous une forme réduite. 
La centrale au charbon de Salmisaari (fi) et quelques autres bâtiments industriels, aujourd'hui souvent reconvertis, comme l'usine de câbles qui a été reconvertie en centre culturel, témoignent du passé industriel du quartier.

## Description
Ce  quartier du superdistrict Sud se divise en 4 sections:

### Ruoholahti
Ruoholahti fait partie de Kampinmalmi.
La section de Ruoholahti est essentiellement une zone résidentielle et de bureaux construite dans les années 1990. 
Ruoholahti comprend également la petite zone de Salmisaari. 
Il y a au milieu de nouveaux immeubles de bureaux, la centrale de Salmisaari (fi) et la Kaapelitehdas transformée en centre culturel.

### Lapinlahti
Lapinlahti fait partie de Kampinmalmi
Lapinlahti est la partie la plus septentrionale du quartier et la seule qui n'a jamais fait partie du port ou de la zone industrielle. 
La majeure partie est occupée par le cimetière d'Hietaniemi, le cimetière le plus connu d'Helsinki. 
L'hôpital de Lapinlahti avec son parc, achevé en 1841 selon les plans de Carl Ludwig Engel, se trouve à Lapinlahti.

### Jätkäsaari
Jätkäsaari fait partie de  Kampinmalmi.
Jätkäsaari est une île séparée de Ruoholahti le canal de Ruoholahti.
Fin 2008, Jätkäsaari était complètement occupée par le port. 
En 2020, une autre zone résidentielle et de bureaux pour 16 000 habitants et 6 000 emplois aura été créée sur la zone portuaire désormais libérée.

### Hernesaari
Hernesaari fait partie de  Ullanlinna.
Jusqu'en 2013, la zone s'appelait Munkkisaari.
Hernesaari est une péninsule au sud-ouest des quartiers de Punavuori et Eira.
Il est en face de Jätkäsaari, mais il n'y a pas de connexion terrestre directe avec le reste du quartier de Länsisatama. 
Hernesaari appartient au superdistrict d'Ullanlinna, tandis que toutes les autres zones de Länsisatama appartiennent au superdistrict de Kampinmalmi.
Dans le section Hernesaari  se trouvent le chantier naval de Hietalahti, des parties du port de l'ouest et le quartier résidentiel d'Eiranranta, qui a été construit entre 2005 et 2008.

## Galerie

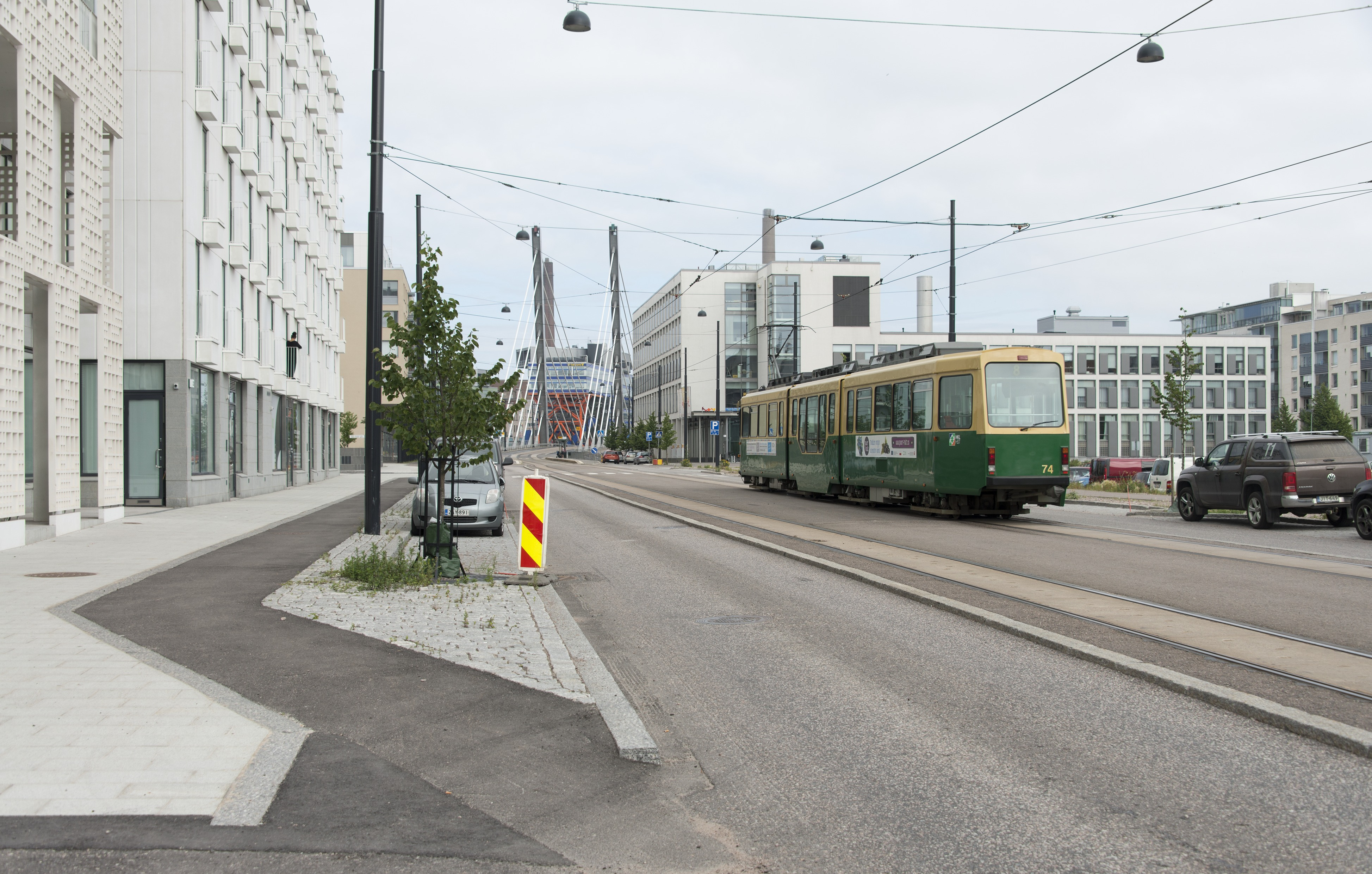
Länsisatamankatu.
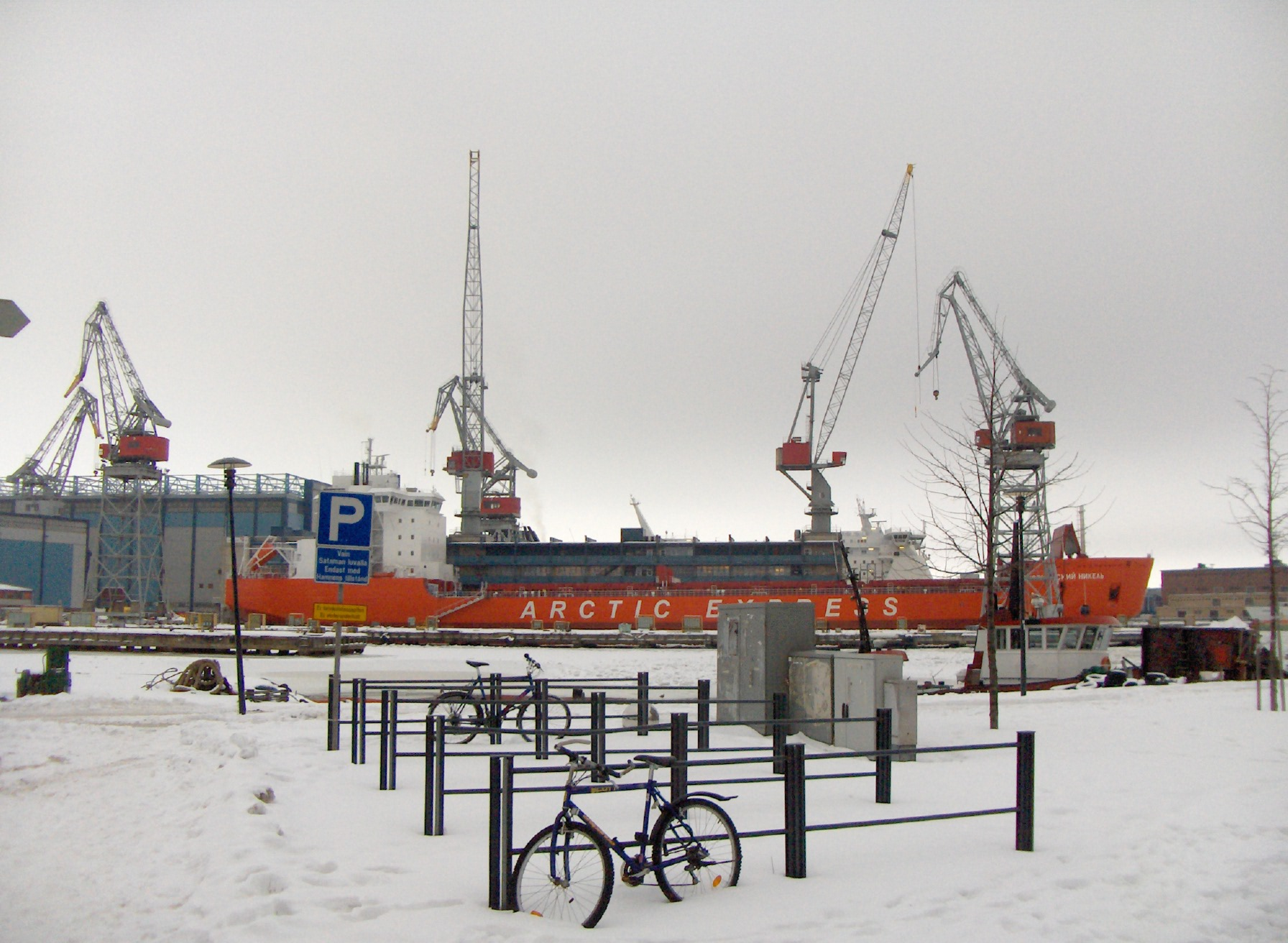
Jätkäsaari et les installations portuaires.